# Rhytiphora bispinosa
Rhytiphora bispinosa là một loài bọ cánh cứng trong họ Cerambycidae.